# Eu Estava Lá Também - Um Livro Criado por Chorão
| Críticas profissionais | Críticas profissionais |
| Avaliações da crítica  | Avaliações da crítica  |
| Fonte                  | Avaliação              |
| ---------------------- | ---------------------- |
| Rolling Stone Brasil   | [ 1 ]                  |

Eu Estava Lá Também – Um Livro Criado por Chorão, ou simplesmente Eu Estava Lá Também, é um livro-biografia lançado em abril de 2017, pela Editora Realejo, que traz relatos fotográficos dos últimos anos da banda Charlie Brown Jr.

Pensado em 2011, o livro foi um dos últimos projetos do Chorão, quando ainda estava vivo. Trata-se de um livro de fotografia que reúne mais de 300 fotos da banda batidas pelo fotógrafo Jerri Rossato Lima (o fotógrafo oficial da banda), com imagens de dentro do estúdio, alguns momentos introspectivos à beira-mar e turnês realizadas entre 2005 e 2012.

## O Livro

### Histórico
O fotógrafo Jerri Rossato Lima foi contratado por Chorão para fazer registros do Charlie Brown Jr.. Assim, ele foi a shows, programas de rádio e TV, gravações em estúdios e até sessões de skate, sempre encarregado de registrar tudo em fotos e vídeos. Em 2011, Chorão procurou procurou José Luiz Tahan, da Editora Realejo, de Santos, no litoral paulista, para formatar todo esse material e publicar um livro que contasse a sua história e a de sua banda. O vocalista deixou o livro praticamente pronto, mas o projeto foi suspenso com a sua morte, em março de 2013.
Em 2012, Chorão pausou o projeto devido a problemas pessoais. Em 2016, já após a morte do Chorão, Alexandre Abrão, filho de Chorão, retomou o projeto com a mesma editora e angariou fundos para seu lançamento via crowdfunding.
Alexandre Abrão resolveu acrescentar mais fotos ao projeto deixado pelo pai: “A única adição ao livro foi o material dos últimos cinco shows do Charlie Brown Jr. em 2013. As últimas apresentações foram fotografadas por mim”, conta ele.
O livro foi lançado oficialmente no dia 9 de abril de 2017, data em que Chorão completaria 47 anos. Para seu lançamento, ocorrido na Fnac Pinheiros, em São Paulo, todos os ex-integrantes da banda vivos estiveram presentes.
Em capa dura, o livro traz ainda um poster exclusivo na sobrecapa e será lançado com formato e tamanho especial de 31x31cm, como uma capa de disco de vinil, com 350 fotos distribuídas por 192 páginas em papel couchê.